# Кальційзв'язуючий білок
Кальційзв'язуючі білки — це білки, які беруть участь у кальцієвих сигнальних шляхах клітин шляхом зв'язування з іоном кальцію (Ca2+), який відіграє важливу роль у багатьох клітинних процесах. Кальційзв'язуючі білки мають специфічні домени, що зв'язуються з кальцієм, і відомі своєю гетерогенністю.
Одна з функцій кальційзв'язуючих білків полягає в регулюванні кількості вільного (незв'язаного) Ca2+ у цитозолі. Клітинна регуляція кальцію відома як кальцієвий гомеостаз.

## Типи
Існує багато різних кальційзв'язуючих білків, з різним клітинним і тканинним розподілом та участю в певних функціях. Кальційзв'язуючі білки відіграють важливу фізіологічну роль для клітин. Найбільш поширеним Ca2+-чутливим білком, який зустрічається у всіх еукаріотичних організмах, включаючи дріжджі, є кальмодулін. Внутрішньоклітинне зберігання та вивільнення Ca2+ із саркоплазматичного ретикулуму пов'язане з високоємним, низькоафінним кальційзв'язуючим білком кальсеквестрином. Кальретинін — це ще один тип кальційзв'язуючого білка вагою 29 кДа. Він бере участь у клітинній сигналізації та, як показано, існує в нейронах. Цей тип білка також міститься у великих кількостях у злоякісних мезотеліальних клітинах, які можна легко диференціювати від карцином. Ця диференціація застосовується для діагностики пухлин строми яєчників. Також, ще одним членом надродини EF-hand є білок S100B, який регулює p53. p53 відомий як білок-супресор пухлини і в цьому випадку діє як транскрипційний активатор або репресор численних генів. Білки S100B у великій кількості містяться в пухлинних клітинах, що призводить до їх надмірної експресії, що робить ці білки корисними для класифікації пухлин. Крім того, це пояснює, чому цей білок може легко взаємодіяти з p53 під час регуляції транскрипції.
Кальційзв'язуючі білки можуть бути як внутрішньоклітинними, так і позаклітинними. Ті, що є внутрішньоклітинними, можуть містити або не мати структурного EF-домену. Позаклітинні кальційзв'язуючі білки класифікуються на шість груп. Оскільки Ca2+ є важливим вторинним месенджером, він може діяти як активатор або інгібітор у транскрипції генів. Ті білки, що належать до надродини EF-hand, такі як кальмодулін та кальциневрин, пов'язані з регуляцією транскрипції. Коли рівень Ca2+ у клітині зростає, ці члени надродини EF-hand регулюють транскрипцію опосередковано шляхом фосфорилювання / дефосфорилювання транскрипційних факторів.

### Секреторний кальційзв'язуючий фосфопротеїн
Сімейство генів секреторного кальційзв'язуючого фосфопротеїну (SCPP) складається з давньої групи генів, що з'явилися приблизно в той самий час, що й кісткові риби. Гени SCPP грубо поділяються на кислотні та P/Q-багаті типи: перші здебільшого беруть участь у формуванні кісткової тканини та дентину, тоді як другі зазвичай беруть участь у формуванні емалі/енамелоїду. У ссавців P/Q-багаті SCPP також міститься в слині та молоці та включає неортодоксальні члени, такі як MUC7 (муцин) та казеїн. Гени SCPP розпізнаються за структурою екзонів, а не за послідовністю білків.

## Функції
Завдяки своїй ролі в передачі сигналів, кальційзв'язуючі білки сприяють усім аспектам функціонування клітини, від гомеостазу до навчання та пам'яті. Наприклад, було виявлено, що нейрон-специфічний кальцекситин має збуджуючий ефект на нейрони та взаємодіє з білками, що контролюють стан активації нейронів, такими як вольтажзалежний калієвий канал.
У клітинах було відзначено компартментацію кальційзв'язуючих білків, таких як кальретинін та кальбіндин -28 кДа, що свідчить про те, що ці білки виконують різні функції в локалізованій кальцієвій сигналізації. Це також вказує на те, що окрім вільної дифузії через цитоплазму для досягнення однорідного розподілу, кальційзв'язуючі білки можуть зв'язуватися з клітинними структурами через взаємодії, які, ймовірно, важливі для їхніх функцій.